# Deregnyő
Deregnyő (szlovákul Drahňov) község Szlovákiában, a Kassai kerület Nagymihályi járásában.

## Fekvése
Nagykapostól 11 km-re északnyugatra, Nagymihálytól 20 km-re délre, a Laborc folyó jobb oldalán fekszik.

## Története
Neve az ismert forrásokban először 1315-ben, Zemplén megye községeinek névsorában bukkan fel először.
Határában, az Ung és a Laborc összefolyásánál állott egykor Ungvár ősi vára, amelyet még az avarok építettek. 903-ban foglalták el a magyar seregek. Az Ákos nemzetség ősi birtoka, várispánsági székhely lett, de a tatárjáráskor elpusztult. A Laborc partján 1681-ben még állott a Daróczyak egykori háromemeletes várkastélya, kevés nyoma maradt.
A 18. század végén Vályi András így ír róla: „DEREGNYŐ. Dreknyov. Magyar mező Város Zemplén Várm. földes Ura Lónyai Uraság, lakosai leg inkább reformátusok, fekszik Laborcz vizéhez nem meszsze, és az Uraságnak kastéllyával díszesíttetik, itt szakad az Ung vize a’ Labortzba, határja mindenféle gabonát bőven terem, réttyei jók, legelője elég, hala bőven. fája mind a’ kétféle, malma helyben, eladásra jó alkalmatossága, Nagy Mihályon, és Ungváron, só fuharozással is kereshet, kapával is, első osztálybéli.”
Fényes Elek 1851-ben kiadott geográfiai szótárában így ír a faluról: „Deregnyő, Zemplén v. magyar mváros, Butkához délre 3/4 mfdnyire: 164 római, 70 gör. kath., 468 ref., 9 zsidó lak. Ref. anyaszentegyház. Termékeny, róna határ. 873 h. szántóföld; kövér rétek. F. u. Lónyai. Ut. p. Nagy-Mihály.”
Borovszky Samu monográfiasorozatának Zemplén vármegyét tárgyaló része szerint: „Deregnyő, laborczmenti magyar kisközség az ungi határszélen. Van 220 háza és 955, nagyobb részben ev. ref. vallású lakosa. A faluban posta és távíró van, vasúti állomása Bánócz. Legelőször Deregnie alakban találjuk említve. A Deregnyey család ősi fészke. Azelőtt mezőváros, mely különféle szabadalmakat nyert. Első birtokosául Rajnold fia Pétert ismerjük, de 1323-ban I. Károly az Ákos nembeli Mihály mesternek adományozta. 1403-ban Zsigmond király a Deregnyei Bessenyei és a Paszághi családnak adományozza. 1435-ben a Gatályiakkal együtt a Deregnyei Nagycsalád is birtokosa, de ez időben Menyődi Bessenyői Demeter és Mihály, Pozsegai Demeter és Pál és a Deregnyői Kozma család is birtokosa. 1435-ben Deregnyői Bessenyői Jánost is említve találjuk, 1476-ban pedig már a Buttkay családbelieket is. 1480-ban a Ráskai és a Zbugyai családot iktatják egyes részeibe, de velük együtt Péchi Gáspár, Sólyom Péter és Kapi Ferencz is kapnak itt részeket. Az 1598-iki összeírás csak Deregnyey Gergelyt említi birtokosául, mely családnak magvaszakadván, ez a rész a kir. kamara tulajdonába került. 1614-ben a Deregnyei Daróczyak a birtokosai és Daróczy Ferencz itt várkastélyt épített. 1730-ban házasság útján Lónyay Ferencz lesz az ura s ettől kezdve a Lónyayak birtoka. Most gróf Lónyay Gábornak van itt derék gazdasága és szép kastélya, melyet a Lónyayak 1812-ben építtettek. Itt őrzik a Lónyayak gazdag levéltárát és 27,000 kötetes könyvtárát. A hajdani Daróczy-féle várkastély a községen kivül, a Laborcz partján állott. A falubeli református templom 1836-ban épült. Van a községben sajtgyár is.”
A trianoni diktátumig Zemplén vármegye Nagymihályi járásához tartozott. Az első bécsi döntés alapján 1938 és 1944 között ismét Magyarországhoz került, ekkor Ung vármegyébe tagolták.

## Népessége
| Év:            | 1994. | 2004.    | 2014.    | 2024.    |
| -------------- | ----- | -------- | -------- | -------- |
| Emberek száma: | 992   | 1180     | 1426     | 1692     |
| Eltérés:       |       | +18,95 % | +20,84 % | +18,65 % |

| Év:            | 2023. | 2024.   |
| -------------- | ----- | ------- |
| Emberek száma: | 1676  | 1692    |
| Eltérés:       |       | +0,95 % |

1880-ban 1021 lakosából 983 magyar és 7 szlovák anyanyelvű volt.
1890-ben 1011 lakosából 956 magyar, 30 szlovák, 3 német és 22 egyéb anyanyelvű volt. Ebből 662 református, 188 római katolikus, 91 görögkatolikus, 69 izraelita és 1 evangélikus vallású volt.
1900-ban 955 lakosából 949 magyar, 3 német, 1 horvát és 22 egyéb anyanyelvű volt.
1910-ben 844 lakosából 797 magyar, 1 szlovák és 46 egyéb anyanyelvű volt. Ebből 562 református, 203 római katolikus, 43 izraelita és 36 görögkatolikus vallású volt.
1921-ben 982 lakosából 495 magyar, 279 csehszlovák, 57 zsidó, 1 orosz, 38 egyéb nemzetiségű és 112 állampolgárság nélküli volt. Ebből 480 református, 263 római katolikus, 144 görögkatolikus, 75 izraelita, 2 evangélikus és 18 egyéb vallású volt.
1930-ban 1000 lakosából 567 magyar, 271 csehszlovák, 57 zsidó, 3 német, 1 ruszin, 51 egyéb nemzetiségű és 50 állampolgárság nélküli volt. Ebből 522 református, 280 római katolikus, 138 görögkatolikus, 59 izraelita és 1 egyéb vallású volt.
1941-ben 1062 lakosából 1030 magyar, 2 német, 1 szlovák és 19 egyéb nemzetiségű volt.
1970-ben 1261 lakosából 1015 magyar, 241 szlovák, 3 ukrán, 1 cseh és 1 egyéb nemzetiségű volt.
1980-ban 1130 lakosából 800 magyar, 322 szlovák, 4 cseh, 2 ukrán, 1 egyéb és 1 ismeretlen nemzetiségű volt.
1991-ben 978 lakosából 487 magyar, 294 cigány, 180 szlovák, 5 cseh, 1-1 ukrán és ruszin és 10 egyéb nemzetiségű volt. Ebből 340 evangélikus, 170 római katolikus, 66 görögkatolikus, 375 nem vallásos és 27 egyéb vallású volt.
2001-ben 1076 lakosából 627 magyar, 353 szlovák, 86 cigány, 4 cseh, 1-1 morva, ruszin, ukrán, német és lengyel és 1 ismeretlen nemzetiségű volt. Ebből 894 magyar és 167 szlovák anyanyelvű volt. Ebből 513 református, 221 római katolikus, 220 görögkatolikus, 92 jehova tanúi, 3 evangélikus és 25 nem vallásos volt.
2011-ben 1352 lakosából 627 cigány, 299 magyar, 284 szlovák, 6 cseh, 1-1 ruszin, ukrán és lengyel, 133 ismeretlen nemzetiségű volt. Ebből 947 magyar, 248 szlovák, 10 cigány és 135 ismeretlen anyanyelvű volt. Ebből 441 református, 299 római katolikus, 105 görögkatolikus, 72 jehova tanúi, 167 ismeretlen vallású és 256 nem vallásos volt.
2021-ben 1578 lakosából 866 (+207) magyar, 460 (+39) szlovák, 161 (+593) cigány, 1 ruszin, 6 egyéb és 84 ismeretlen nemzetiségű volt.

## Nevezetességei
- A faluban álló kastélyt 1812-ben a Lónyaiak építették.
- Református templom.

## Neves emberek
- Itt született 1805. október 4-én Lónyai Gábor politikus, Zemplén vármegye országgyűlési követe, az 1848 előtti ellenzék vezéralakja, az Országos Gazdasági Egyesület alapítója, majd elnöke.
- Itt született 1846-ban Paszlavszky József zoológus, állami főreáliskolai tanár, címzetes igazgató, a Magyar Tudományos Akadémia levelező tagja.
- Itt született 1850-ben Paszlavszky Sándor római katolikus plébános.
- Itt született 1860-ban Vágó István magyar színész.
- Itt született 1867. május 12-én Péter Mihály református püspök.
- Itt született 1873-ban Petrovics Elek művészettörténész, művészeti író, az MTA tagja. A Szépművészeti Múzeum igazgatója.
- Itt született 1925-ben Pásztorniczky Lajos villamosmérnök, tanszékvezető egyetemi docens.
- Itt született 1936. június 1-jén Koncsol László irodalomkritikus, esszéíró, hely- és művelődéstörténész, költő, műfordító, szerkesztő.[7]
- Itt született 1946-ban D. Varga László tanár, helytörténész, néprajzi szakíró.
- Itt hunyt el 1824-ben Lónyay Gábor főispán, közélelmezési felügyelő.